# Les Geneveys-sur-Coffrane
Les Geneveys-sur-Coffrane is een plaats en voormalige gemeente  in het Zwitserse kanton Neuchâtel. In 2013 is de gemeente gefuseerd naar de nieuwe gemeente Val-de-Ruz.
Les Geneveys-sur-Coffrane telt 1470 inwoners.